# Balázs Géza
Balázs Géza (Budapest, 1959. október 31. –) magyar nyelvész, néprajzkutató, egyetemi tanár.

## Élete
Édesapja P. Balázs János († 1990. január 1.), a Nyelvtudományi Intézetnek csaknem negyven éven át munkatársa. A család negyedik gyermekeként született Emília, Mária, János után. 1966 és 1974 között a Keresztúri Úti Általános Iskolába járt, majd 1974-től 1978-ig az I. László Gimnáziumba Kőbányára, ahová a bátyja is. Német tagozatos volt. Érettségi után az ELTE Bölcsészettudományi Kar (ELTE BTK) magyar–népművelés szakára nyert felvételt, letöltötte az előfelvételis katonaságot (1978–1979: honvéd Hódmezővásárhelyen), majd következett az egyetem (1979–1984). Az első év végén fölvette a néprajz szakot is. Magyar nyelv és irodalom szakon hamarabb végzett egy évvel; rögtön kapott egy ösztöndíjat. Mire néprajzból végzett, már tanársegédi állást kínált számára Fábián Pál tanszékvezető a Mai Magyar Nyelvi Tanszéken. 1985-től tanársegéd, 1987-ben egyetemi doktorrá avatták. 1987 és 1993 között az ELTE Tanárképző Főiskolai Kar (ELTE TFK) Gödöllői Képzési Helyén is tanított. 1990-ben a néprajztudomány kandidátusa; a munkahelyén ettől az évtől adjunktus, 1994-től docens, 2003-tól professzor.
- 1993, 1994, 1995: az Amszterdami Egyetem vendégtanára.
- 1996–2000: az ELTE Bölcsészettudományi Kar (ELTE BTK) dékánhelyettese
- 2000: habilitáció (nyelvtudomány)
- 2000: a Magyar Nyelvstratégiai Kutatócsoport alapítása
- 2002–: a Berzsenyi Dániel Főiskola Alkalmazott Nyelvészeti Tanszékének vezetője; a Bolyai Önképző Műhely tanára
- 2003–2019: az ELTE Bölcsészettudományi Kar (ELTE-BTK) Mai Magyar Nyelvi Tanszékének vezetője
- 2005–2006: a BDF tudományos rektorhelyettese is
- 2006: a Magyar Nyelvi Szolgáltató Iroda létrehozása

Elmondása szerint – Budapest és Amszterdam után – Hódmezővásárhelyen élt a legtovább.

## Munkahelyei
Színház- és Filmművészeti Egyetem, Budapest (2021–)
- Németh Antal Drámaelméleti Intézet
- Doktori Iskola vezetője[2] (2023–)
- Egyetemi Doktori és Habilitációs Tanács (elnök)[3] (2023)
- beszédkultúra munkacsoport

Partiumi Keresztény Egyetem, Nyelv- és Irodalomtudományi Tanszék, tanszékvezető (2014–), Nagyvárad

### Korábbi munkahelyei
(1984–2022) ELTE BTK Mai Magyar Nyelvi Tanszék, Budapest (Magyar Nyelvtudományi és Finnugor Intézet, szakfelelős: alkalmazott nyelvészet MA, szerkesztői ismeretek és ügyvitel BA szakirány, 1996–2000: dékánhelyettes, 2003–2019: intézetigazgató-helyettes és tanszékvezető)
(1987–1993) ELTE TFK Gödöllői Képzési Hely (1990–1993: a képzési hely vezetője)
(1998–2020) Evangélikus Hittudományi Egyetem, Budapest
(2002–2012) Berzsenyi Dániel Főiskola/Nyugat-magyarországi Egyetem Savaria Egyetemi Központ Alkalmazott  Nyelvészeti Tanszék (Szombathely, 2002–2012: tanszékvezető, közben 2006–2007: rektorhelyettes)
(2008–2011) Eszterházy Károly Főiskola, Eger
Valamint: Konstantin Filozófus Egyetem (Nyitra, 1998–1999),  A Magyar Nyelv Múzeuma–Petőfi Irodalmi Múzeum (Széphalom 2009–, Budapest 2021–), Budapesti Corvinus Egyetem/Szent István Egyetem/Magyar Agrár- és Élettudományi Egyetem (pálinkamester, sörfőzőmester szakmérnök 2012–). A Magyar Nyelvstratégiai Kutatócsoport (2000), a Magyar Nyelvi Szolgáltató Iroda (Manyszi 2005) alapítója, a PKÜ Kazinczy Műhely spiritus rectora (2021–)
2021-ig vett részt az Anyanyelvápolók Szövetsége két folyóiratának (Édes Anyanyelvünk és Magyaróra) szerkesztésében.

### AMagyar Nyelvőrcímű folyóirat felelős szerkesztője
2022. február 1-jén a Magyar Nyelv és Kultúra Nemzetközi Társaságának (MNYKNT) elnöke kinevezte a Magyar Nyelvőr felelős szerkesztőjének. Kinevezése nagy port kavart a nyelvészkörökben, hiszen a nagy múltú akadémiai folyóirat szerkesztőbizottságának több tagja önként távozott, Grétsy Lászlót pedig az MNYKNT elnöke menesztette. A problémát az jelentette, hogy Balázs Géza még az alapítói jogokat megszerző MNYKNT elnökeként a korábbi szerkesztőbizottsággal nem tudott megegyezni a lappal kapcsolatos átalakítási terveiről, így a szerkesztőbizottság nyílt levélben kérte, hogy az MNYKNT mondjon le az alapítói jogokról, s ruházza azt vissza a Magyar Tudományos Akadémiára. A nyelvészeti szakma tiltakozása ellenére az MNYKNT új elnöke (aki Balázs Gézát 2021 szeptemberében váltotta a társaság élén) leváltotta Keszler Borbála felelős szerkesztőt, s Balázs Gézát nevezte ki helyére, akivel a szerkesztőbizottság többsége nem volt hajlandó együtt dolgozni. A sajtó egy része is felfigyelt az érdekes és ugyanakkor morálisan megkérdőjelezhető jelenségre, nevezetesen arra, hogy Balázs Géza, miután lemondott az MNYKNT elnöki posztjáról, az új elnökkel neveztette ki magát felelős szerkesztőnek a Nyelvőr élére.
Az új szerkesztőbizottság tagjai tíz egyetemről kerültek ki, köztük több akadémiai doktor. Balázs Géza megalapította a Magyar Nyelvőr védnöki testületét, amelyben Lőrincze Péter (a VOSZ elnöke, főtanácsadója) a lap korábbi felelős szerkesztőjének, a legendás nyelvésznek, Lőrincze Lajosnak a fia, Temesi Ferenc (Kossuth-díjas író, az MMA tagja), Tőkés László (református lelkész, püspök, az Európai Parlament korábbi alelnöke), valamit Prof. dr. Várady Tibor (jogász, Harvard University, CEU) vállaltak szerepet. 2022-ben Balázs Géza megírta és a Magyar Nyelv és Kultúra Nemzetközi Társasága kiadta a Magyar Nyelvőr viharos története (1872–2022) című könyvet, megjelent a Magyar Nyelvőr négy ünnepi száma, valamint a Magyar Nyelvőr első angol nyelvű különszáma Normavilágosság címmel. A 150 éves Magyar Nyelvőrt 2022. december 8-án a Fővárosi Szabó Ervin Könyvtár Ötpacsirta szalonjában ünnepelték meg. Balázs Géza Megújulva vissza a hagyományokhoz címmel adott programindító interjút a kultúra.hu-nak.

## Tudományos megbízatásai
- Magyar Néprajzi Társaság (1986–1992: titkár)
- Magyar Szemiotikai Társaság (főtitkár, 1993–)
- MTA magyar nyelvi bizottság (1992–2006: tag, 2006–2011: társelnök)
- Magyar Rádió nyelvi bizottság (1992–: tag, 2002–2011: elnök)
- MTA nyelvtudományi bizottság (2011–: tag), igazságügyi nyelvész szakértő (KIM, 2012–)

## Társadalmi megbízatásai
- Diák- és Ifjúsági Újságírók Országos Egyesülete (alelnök: 1989–)
- Bolyai Önképző Műhely (tanár: 2002–, ügyvezető: 2012–, társelnök: 2021–)
- A Magyar Nyelv és Kultúra Nemzetközi Társasága (alelnök: 2010–, elnök: 2012–2021, tiszteletbeli elnök: 2022–)
- Anyanyelvápolók Szövetsége (ügyvezető elnök: 2008–, alelnök: 2014–2021)
- Médiaértés Egyesület (elnök: 2014–)

## Kutatási témái
A magyar nyelv és folklór, nyelvpolitika, nyelvstratégia, nyelvművelés, antropológiai nyelvészet, szövegtan, pragmatika, internetnyelvészet, hálózatkutatás, a magyar pálinka művelődéstörténete.

## Művei
- Magyar nyelvkultúra az ezredfordulón (1998)
- Magyar nyelvstratégia (2001)
- Pálinka, a hungarikum (2004)
- Szövegantropológia (2006)
- Körbejárt Föld (2017)
- Nyelvszokások (2020)
- A művészet és a nyelv születése (2021)
- Folklór és nyelv (2022)
- A Magyar Nyelvőr viharos története (2022)
- Az internet népe (2023)

184 könyv szerzője és szerkesztője (2023-ban)

### Publikációs lista
- Balázs Géza könyvei

## Nyelvművelő műsorai
- Betűpárbaj (1992)
- Hej, hej, helyesírás!
- Hej, hej, helyes beszéd!
- Anyanyelvi szószóló
- Tetten ért szavak (1992–2017)[9][10]
- Édes anyanyelvünk (2017–2019)[11]

## Díjai, elismerései
- Jankó János-díj (1989)
- Gombocz Zoltán-emlékérem (1990)
- Lőrincze Lajos-díj (2001)
- Európa-díj (2001)
- Táncsics Mihály-díj (2003)
- Pethő Sándor-díj (2004)
- Pável Ágoston-emlékérem (2012)
- Implom József-díj (2013)
- Bertha Bulcsu-emlékdíj (2014)
- Magyar Nyelvőr Díj (2014)
- A Magyar Kultúra Lovagja (2020)
- A Magyar Érdemrend tisztikeresztje polgári tagozat (2020)[12]

### Nívódíjak
- Magyar Televízió (1994)
- Duna Televízió (1999)
- Magyar Rádió (2003)
- Vasi Szemle (2007)